# ペスト・アッラ・トラパネーゼ

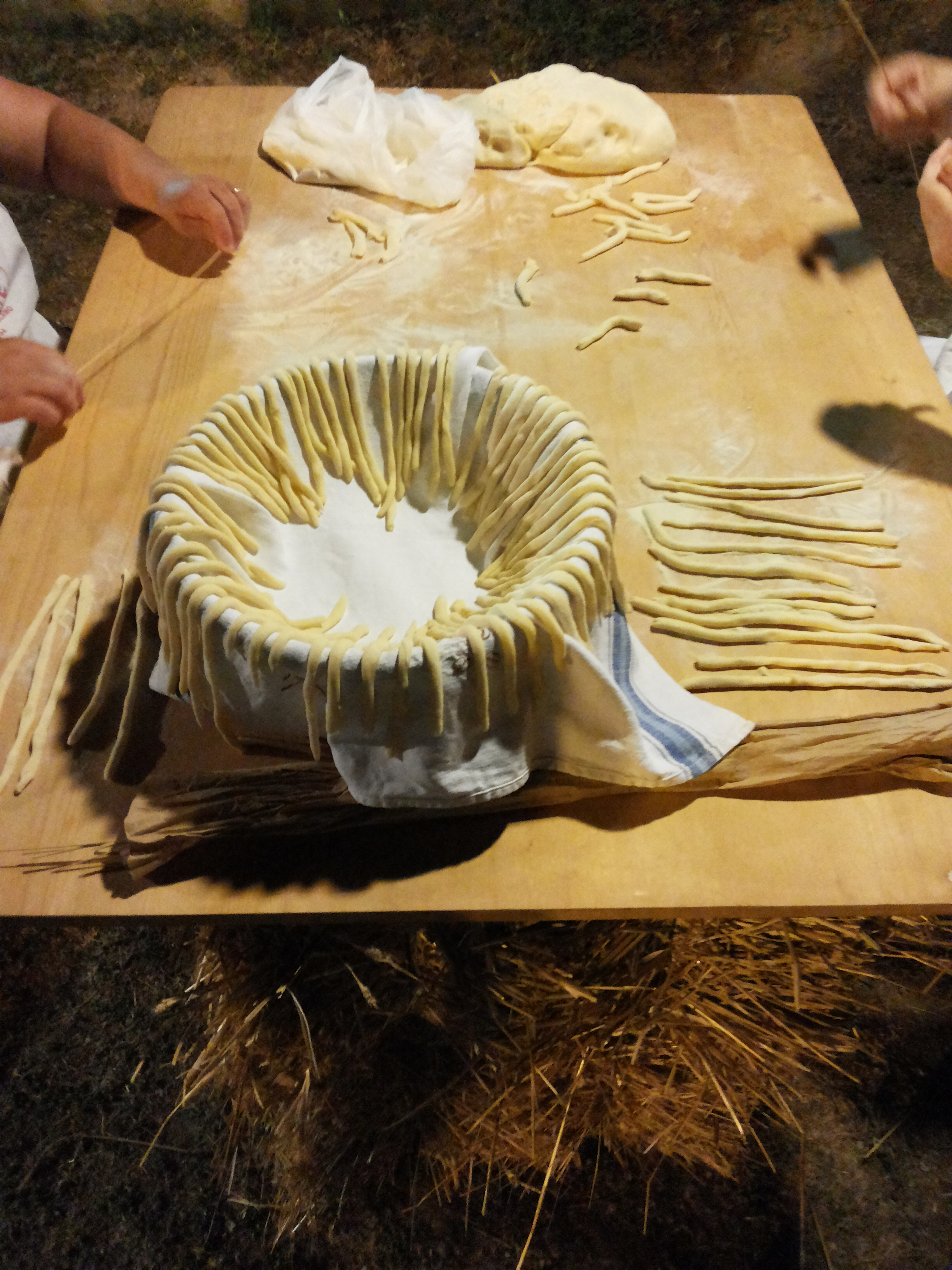
手作りの「ニョッコリ」

ペスト・アッラ・トラパネーゼ（イタリア語: Pesto alla trapanese、トラーパニ風ペースト）とは、主にパスタに使われるトラーパニの伝統的な調味料である。油、バジル、トマト、アーモンド、ペコリーノ、赤ニンニクを乳鉢で捏ねた生ソースである。
パスタ料理「ク・ラギア」（cu l'agghia、シチリアのニンニク）が実質的に代表的なトラーパニ料理である。「ブジアーティ・コル・ペスト・アッラ・トラパネーゼ」（Busiati col pesto alla trapanese、ブジアーテとトラーパニ風ペースト）は、シチリア地方からの提案によって、イタリア農業省に認められたシチリアの伝統食に含まれている。

## 歴史
古代の料理：東からやって来たジェノヴァの船がトラーパニの港に停泊し、ニンニクとナッツを使ったリグリアのアリアータの伝統をもたらし、トラーパニの船員が地元のトマトとアーモンドを使って練り上げた。
伝統的に使用されているパスタはブジアーテ（地元の雑草のdisa（en:Ampeldodesmos mauritanicus）の茎に巻き付けたマカロニの一種である生パスタだが、葦糸（シチリア語で iuncu）で乾燥したものもある）である。
もう一つの昔から使用されているパスタは、約15cmの長さで半分の幅のパスタを両手の指で筒にしたニョッコリである。しかしながら、ブカティーニやリングイネを使っても構わない。伝統的に、この料理にはナスかフライドポテトが添えられ、揚げた魚（it:menola、it:retunno、it:cicerello）も添えられる。

### その他の料理
パスタの調味料としてに加えて、babbaluci cu l'agghia （冷たいソースで味付けした、茹でたカタツムリ）などのその他の伝統料理でも使用される。

## 販売
このソースは自家製され、表面をオリーブ・オイルで完全に覆えば、冷蔵庫で数日保存することができる。
かつては職人技の製品だったが、今日ではトマトを加えた緑のペーストである「ペスト・シチリアーノ」として販売している食品会社もある。